# Lascaux
Lascaux (výslovnost: [lasko]) je jeskynní komplex v jihozápadní Francii proslavený díky jeskynním malbám. Jeskyně se nacházejí poblíž vesnice Montignac v departmentu Dordogne. Na stěnách jeskynních prostor se nacházejí malby z doby mladšího paleolitu (kultura magdalénien) datované mezi roky 15 000 až 13 000 př. n. l., především realistická vyobrazení zvířat.

## Popis

Plán jeskynního komplexu v Lascaux

Soubor vyobrazení zdobících cca 150 m stěn chodeb jeskyně tvoří zhruba 150 maleb a více než 15 000 skalních rytin. Vyobrazení představují především býložravá zvířata (jeleni, bizoni, koně, býci), tedy především lovná zvěř. Jejich provedení je velmi výstižné a věrně realistické a ukazuje na důvěrnou znalost zpodobených objektů. Výjimečně se objeví i vyobrazení člověka, na rozdíl od dokonalého postižení zvířat jsou však provedena primitivním způsobem či silně stylizovaná. Je zjevné, že obrazy vznikaly v průběhu delší doby, s různě dlouhými odstupy (snad i několik desítek let) a u některých je možné pozorovat postupné zdokonalování a vylepšování pravěkými umělci.
Soudí se, že jde o posvátné místo, sloužící k provádění rituálů populace tohoto období.

## Historie objevu
Jeskyně byla náhodně objevena 12. září roku 1940 čtyřmi dětmi (Marcel Ravidat, Jacques Marsal, Georges Agnel a Simon Coencas, doprovázených Marcelovým psem Robotem; ten zapadl do skalní pukliny a při jeho vyprošťování chlapci objevili výzdobu jeskyně). 21. září zde zahájil archeologický výzkum významný francouzský archeolog Henri Breuil a ještě v tomtéž zveřejnil první vědecký popis lokality, kterou přiřadil ke kulturnímu okruhu périgordienu.
Veřejnosti byla památka zpřístupněna záhy po skončení války, v roce 1948. K usnadnění přístupu musela být jeskyně prohloubena, upraven vstup a vybudovány schody, bylo instalováno elektrické osvětlení a vchod byl osazen těžkými bronzovými vraty, aby jeskynní mikroklima (konstantních 14 °C) nebylo příliš silně destabilizováno. Přesto se v roce 1955 začaly projevovat neblahé důsledky působení oxidu uhličitého, vydechovaného návštěvníky (cca 1200 denně), který začal způsobovat destrukci a blednutí maleb, proto byla jeskyně v roce 1963 pro veřejnost uzavřena a vybavena nákladným větracím systémem a klimatizačním zařízením. Po uzavření byly malby restaurovány a od té doby jsou pod stálou kontrolou.
Jeskyně jsou zapsány v Seznamu světového dědictví UNESCO.

## Replika

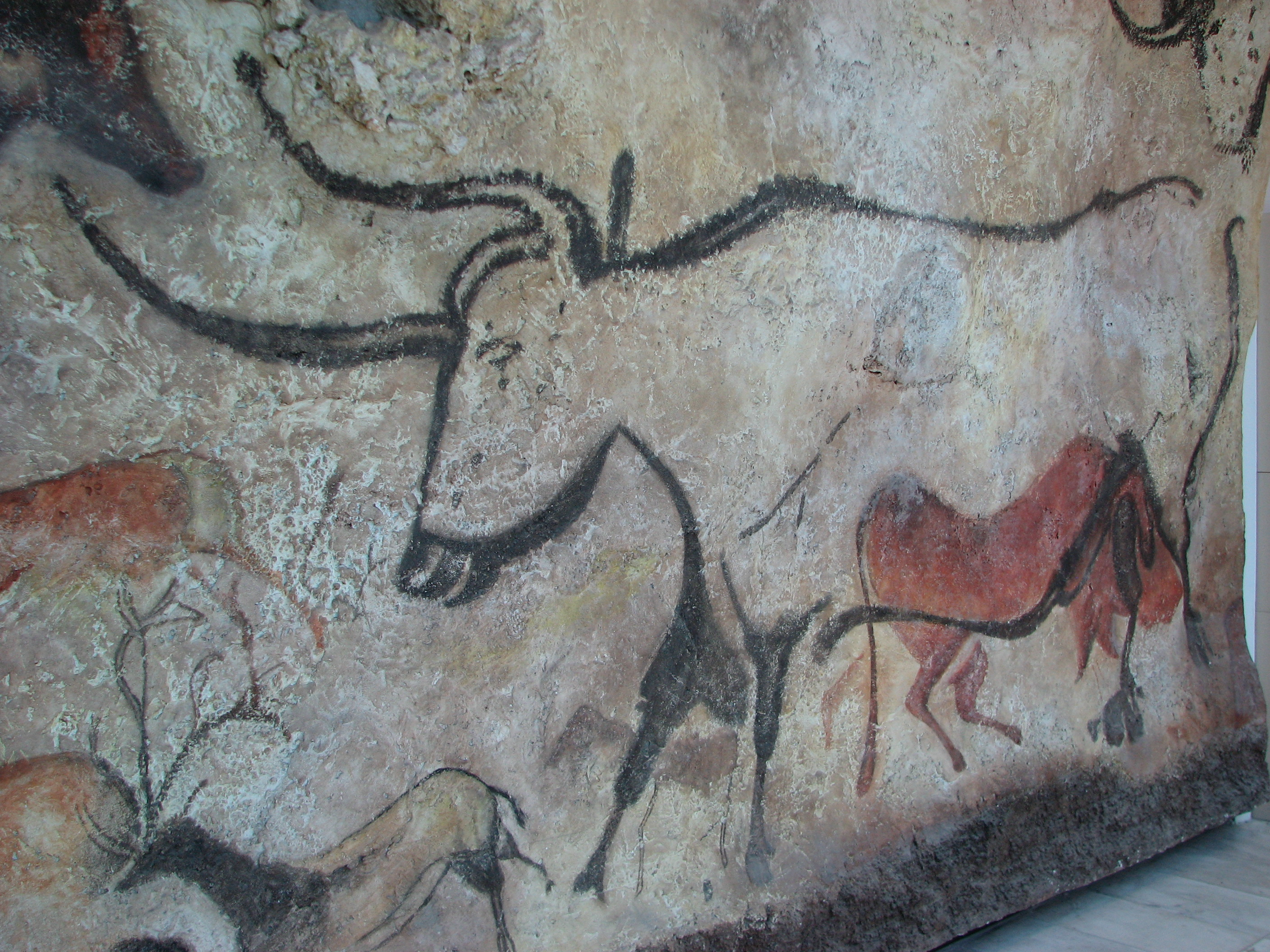
Lascaux, malba skupiny zvířat

Veřejnost ovšem projevovala neutuchající zájem o tuto výjimečnou památku. S cílem umožnit její opětovné zpřístupnění, aniž by se riskovalo její poškození či dokonce zničení, rozhodl příslušný úřad ("Régie départementale du Tourisme de la Dordogne") o vybudování přesné kopie jeskynního komplexu s nástěnnými malbami, a to dvou jeho nejreprezentativnějších a nejatraktivnějších částí - Sálu býků (La salle des Taurreaux) a Axiálního výklenku (Le Diverticula axial).
V březnu roku 1980 se započalo s pracemi a v roce 1983 mohlo otevřít pro první návštěvníky své brány nové Lascaux II.
Tato replika, vybudovaná nákladem mnoha milionů eur, je situovaná ve vzdálenosti 200 m od původní jeskyně. Je z poloviny zahloubená do země a překrytá betonovou skořepinou, jejíž vnitřek imituje originální vnitřní povrch jeskyně. K dosažení co nejpřesvědčivějšího efektu byla na betonový podklad připevněna kovová armatura překrytá drátěným pletivem s velmi malými oky, na něž byla nanesena další betonová vrstva, imitující dokonale texturu původního skalního povrchu. Na ni byla nakonec realizována vyobrazení, jak malby, tak rytiny.
Vyobrazení a reprodukce dalších uměleckých děl z Lascaux mohou návštěvníci zhlédnout v Muzeu pravěkého umění v Le Thot u Montignacu.
V českých zemích je možné vidět některé repliky z Lascaux v pavilonu Anthropos Moravského zemského muzea v Brně.